# 1.ª Brigada Independiente de Paracaidistas polacos
La Primera Brigada Independiente de Paracaidistas polacos fue una agrupación militar creada durante la Segunda Guerra Mundial, en septiembre de 1941 en Escocia. La Brigada estaba formada por soldados polacos que habían escapado de la ocupación de Polonia por la Alemania nazi, y se encontraba bajo el mando del mayor general Stanisław Sosabowski. El objetivo principal de la brigada, era ayudar a la liberación de Polonia. Con este propósito, se alineó a la Brigada dentro de las filas del ejército Británico.
La unidad militar entró en acción en 1944 durante la Operación Market Garden, en los Países Bajos. Los polacos aterrizaron el 21 de septiembre en Driel, en la orilla sur del río Rin. Después de sufrir numerosas bajas, contribuyeron a desviar al ejército alemán de su objetivo en Oosterbeek, logrando así el rescate de los soldados británicos atrapados cerca de Arnhem.

## Historia

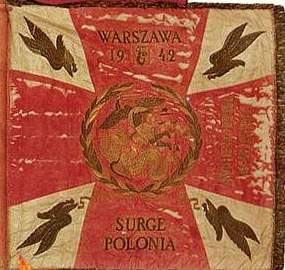
Bandera de la Brigada independiente de paracaidistas polacos.

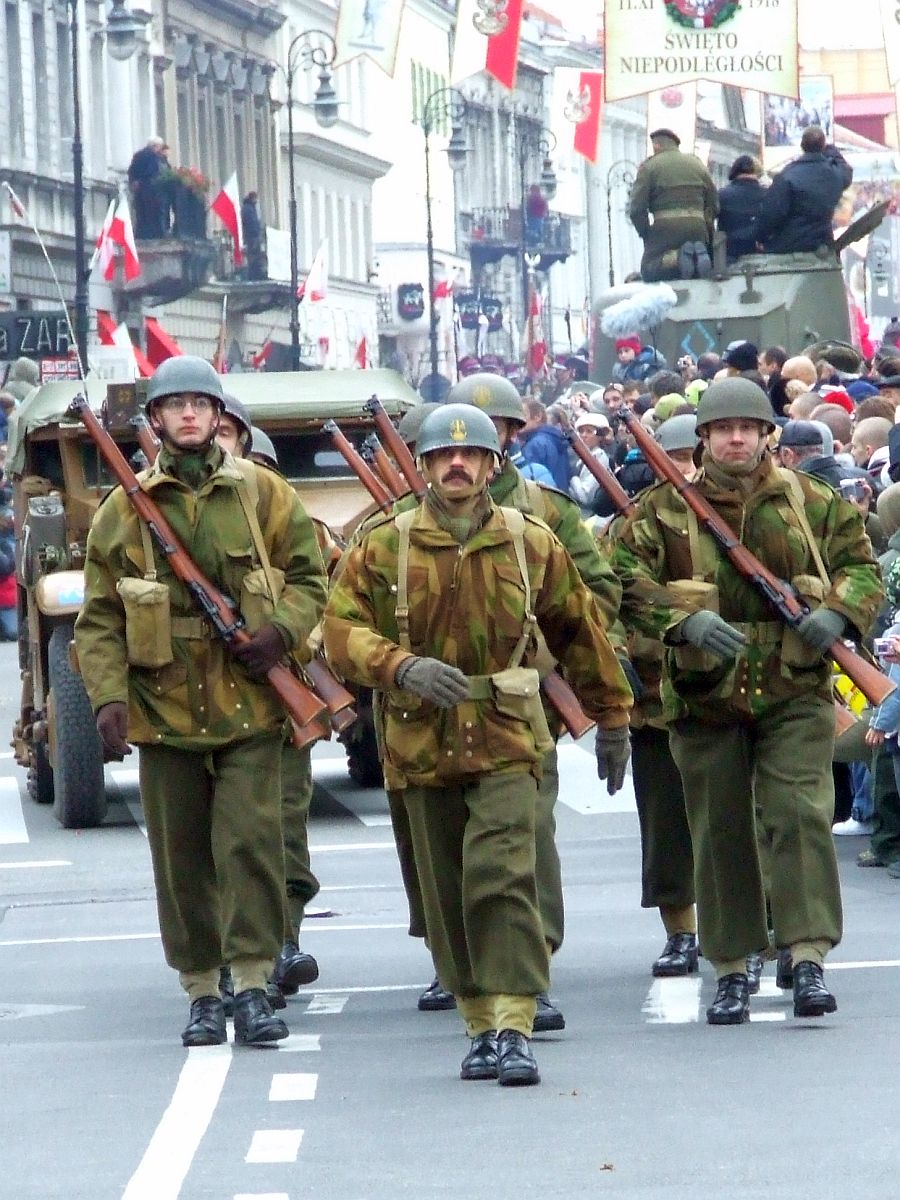
Soldados vestidos con los uniformes de la Brigada durante el día de la independencia polaca, Varsovia, 11 de noviembre de 2007.

Durante Operación Market Garden, la brigada de batería antitanque fue enviada a Arnhem durante los primeros días de la batalla, en apoyo a los paracaidistas británicos sitiados en Oosterbeek. La brigada aerotransportada al mando de Sosabowski descendió entre dos unidades blindadas alemanas y sus provisiones y armamento pesado cayó a 15 km de distancia, y dejó a los polacos sin capacidad antitanque.
La batería de artillería ligera que debían utilizar no pudo salir de Inglaterra debido a la escasez de planeadores. Debido al mal tiempo y la escasez de aviones de transporte, su llegada al lugar de combate se retrasó 2 días. Por último, el 2.º Batallón, y elementos de la 3° Batallón con el apoyo tropas de las brigadas médicas, de Ingenieros, no pudieron reunirse ya que se replegaron debido al fuego alemán oriental de Driel. El transbordador que debían utilizar para cruzar el río había sido destruido y los polacos quedaron varados en la orilla opuesta. Esto los obligó a crear la posición defensiva "Hedgehog". Durante las próximas noches hicieron varios intentos de cruzar el río Rin.
Al día siguiente, los polacos fueron capaces de producir algunos barcos hacer turnos y el intento de cruzar. Con gran dificultad y bajo fuego alemán de las alturas de Westerbouwing en el norte del río, la 8.ª Compañía de paracaidistas y después de más tropas
3.º Batallón, lograron cruzar el Rin en dos intentos. En total unos 200 paracaidistas polacos que cruzaron el Rin fueron capaces de cubrir la posterior retirada de los restos de la 1.ª División Aerotransportada británica.
El 26 de septiembre de 1944, la brigada (que ahora incluye el 1.er Batallón y elementos del 3.er Batallón, que estaban cerca) se vieron obligadas a marchar en la dirección de Nimega. La brigada perdió el 23 % de sus fuerzas de infantería y sufrieron 400 bajas entre muertos y heridos.
En 1945 se adjuntó a la 1.ª División Blindada polaca y llevó a cabo funciones de la ocupación del Norte de Alemania hasta el 30 de junio de 1947, cuando se disolvió. La mayoría de sus soldados se quedaron en el exilio.

## Honores de posguerra

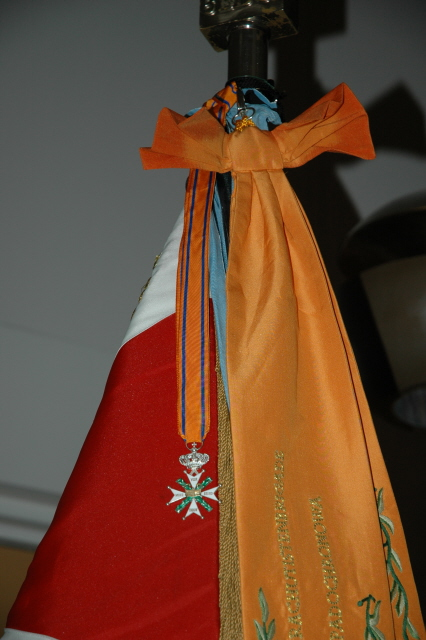
Orden militar William condecoración a la 1° Brigada Independiente de Paracaidistas Polacos.

Más de 61 años después de que la Brigada combatiera en la Segunda Guerra Mundial, cuyas tradiciones se mantienen con vida por la Brigada polaca de Asalto Aéreo 6, fue galardonada con la Orden Militar de William (31 de mayo de 2006) por su acción distinguida y actos destacados de la valentía, la habilidad y devoción al deber durante la Operación Market Garden (septiembre de 1944). Este es el honor más alto y más raro otorgado por el Reino de los Países Bajos.

## Orden de batalla de la Brigada
- Brigada HQ CO: Mayor general S. Sosabowski
  - Adjunto de la Brigada: Teniente coronel S. Jachnik
- 1° Batallón Paracaidistas: Teniente coronel M. Tonn
  - 1° Compañía Paracaidistas
  - 2° Compañía Paracaidistas
  - 3° Compañía Paracaidistas
- 2° Batallón Paracaidistas: Teniente coronel W. Ploszewski
  - 4° Compañía Paracaidistas
  - 5° Compañía Paracaidistas
  - 6° Compañía Paracaidistas
- 3° Batallón Paracaidistas: Mayor W. Sobocinski
  - 7° Compañía Paracaidistas
  - 8° Compañía Paracaidistas
  - 9° Compañía Paracaidistas
- Compañía Aerotransportada de artillería antitanque: Capitán J. Wardzala
- Compañía Aerotransportada de ingenieros: Capitán P. Budziszewski
- Compañía Aerotransportada de señales: Capitán J. Burzawa
- Compañía Aerotransportada de médicos: Teniente J. Mozdzierz
- Compañía Aerotransportada de abastecimientos: Capitán A. Siudzinski
- Compañía Aerotransportada de artillería ligera: Mayor J. Bielecki

## Equipamiento
Uniformes
- de paracaidista británico estándar, con insignias y bandera polaca

Fusiles
- Lee-Enfield

Subfusiles
- Sten Mk2

Ametralladoras
- Bren LMG

Fusiles de francotirador
- Lee-Enfield Rifle, No.4, Mk.I

Otras armas
Las tropas de paracaidistas polacos utilizaron todo el armamento de que disponían, inclusive armas alemanas capturadas y polacas de preguerra.
Armas antitanque
- Lanzagranadas PIAT